# Agrotis plectina
Agrotis plectina là một loài bướm đêm trong họ Noctuidae.